# Embia sinai
Embia sinai is een insectensoort uit de familie Embiidae, die tot de orde webspinners (Embioptera) behoort. De soort komt voor in Egypte.
Embia sinai is voor het eerst wetenschappelijk beschreven door Ross in 2006.